# María Antonia Herrero
María Antonia Herrero (1978) és una llicenciada en Ciències Químiques per Universitat de Castella-la Manxa (UCLM) que es dedica a la recerca de nanomaterials en la Facultat de Ciències Químiques d'aquesta universitat.
Va començar el seu doctorat l'any 2000, en les microones i el grup de Química Sostenible de la UCLM, treballant en reaccions orgàniques assistides per microones. Part de la seva tesi la va realitzar en Uppsala (Suècia). Va aconseguir el doctorat l'any 2006.
La seva recerca se centra en l'estudi de les aplicacions dels nanomaterials, en concret els nanotubs, que poden modificar-se per a diferents usos i per a diversos camps com la medicina (com a transportadors de fàrmacs per al tractament de malalties tals com el càncer o l'alzheimer).
Al novembre de 2010 va ser guardonada, al costat de quatre científiques més (Isabel Lastres Becker, Ana Briones Alonso, Mercedes Vila i Elena Ramírez Parra), amb el Premi L'oreal – UNESCO “Per les dones en la Ciència”, amb una dotació de 15000 € amb la qual es vol premiar la labor de recerca que realitzen dones de menys de 40 anys per donar suport al paper de la dona en la ciència, reconèixer-ho i ajudar a la conciliació de la vida laboral i familiar.
En 2011 va rebre el Premi "Ibn Wafid de Toledo" per als investigadors joves de Castella-la Manxa. En 2012, la Fundació Iberdrola li concedeix una important línia de recerca amb el tema principal de la integració dels nanomateriales de carboni en les cèl·lules solars.